# Pedro Salazar de Mendoza
Pedro Salazar de Mendoza (ou Pedro de Salazar y Mendoza, parfois orthographié Mendoça ; né en 1549 à Tolède en Espagne, mort en 1629 dans la même ville) est un clerc séculier et un chroniqueur et historien espagnol.

## Biographie

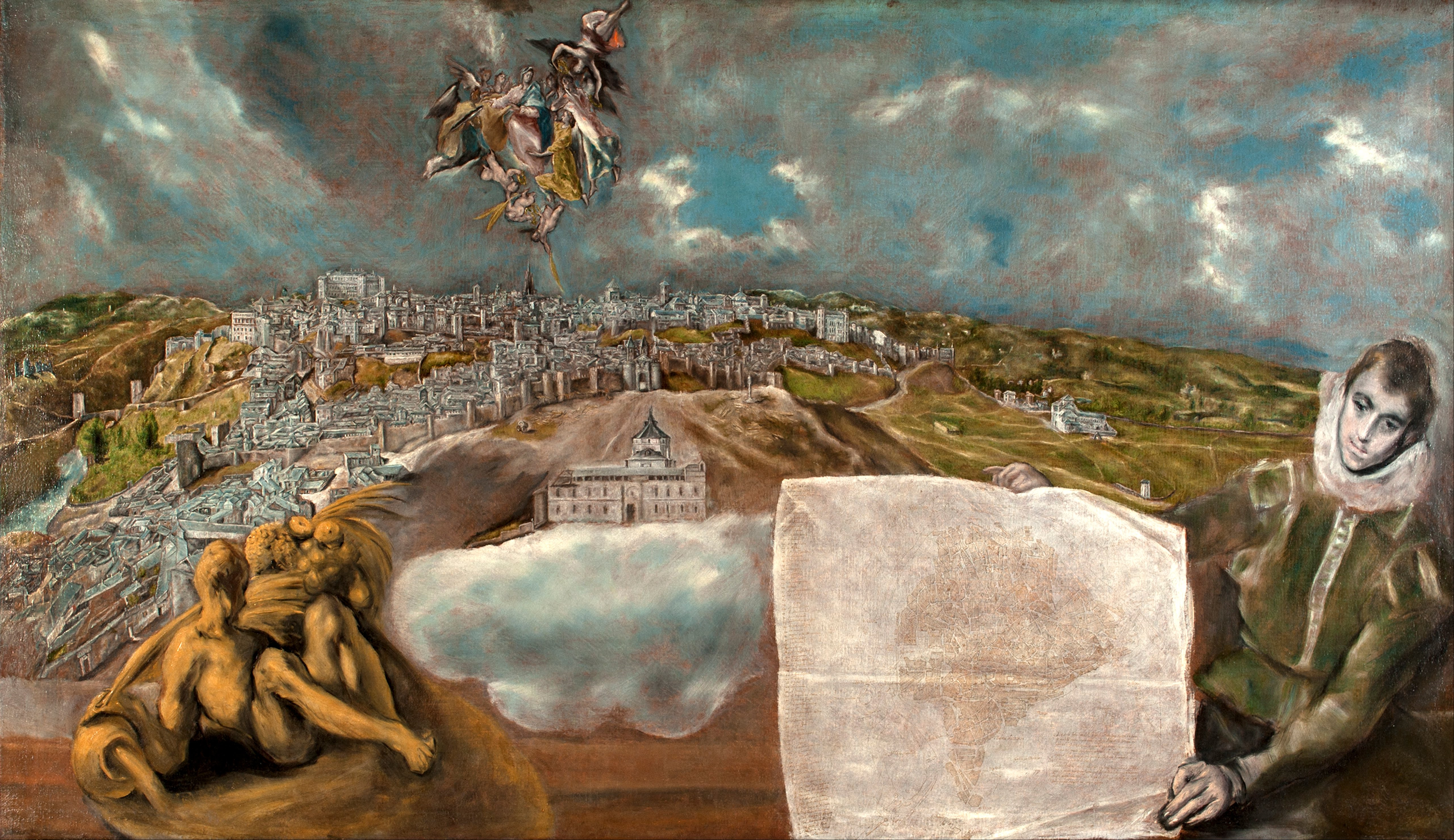
La Vue et plan de Tolède du Greco montre au tout premier plan l'Hospital de San Juan dont Pedro Salazar de Mendoza est longtemps l'administrateur.

Pedro Salazar de Mendoza naît à Tolède en Espagne en 1549. Il est l'arrière-petit-fils du Grand cardinal Mendoza, dont le troisième fils, Juan Hurtado de Mendoza, épouse en secondes noces à Inés de Orozco, qui lui donne Úrsula de Mendoza, laquelle se marie avec le Tolédain Pedro de Salazar ; l'un des enfants de ce dernier, Fernando de Salazar y Mendoza, épouse Catalina de Quintanilla et tous deux donnent naissance à Pedro, le tout selon les renseignements donnés par Pedro lui-même.
Pedro Salazar y Mendoza fait ses études à l'Université de Salamanque et se consacre à la religion. Il administre l'Hospital San Juan de Tolède et en 1614, devient chanoine pénitentiaire de la Cathédrale Sainte-Marie de Tolède.
Il fait œuvre de biographe et de chroniqueur et devient expert en matière de généalogie. Il est accusé de lignagisme et de trafiquer les lignages d'autrui en fonction de ses désirs ou des sommes versées par ses patrons.
Il a la charge de l’orthodoxie doctrinale des peintures au conseil du gouvernement de la ville, et devint l'ami et le protecteur du peintre El Greco, à qui il commande de nombreux tableaux. C'est lui qui semble-t-il, possédait la Vue de Tolède.

## Œuvres
- Crónica del gran cardenal de España Don Pedro Gonçalez de Mendoça,..., Tolède, éd. María Ortiz de Sarauia, 1625.
- Crónica de los Ponce de León, éditée en 1620 avec des gravures d'Alardo de Popma sur des dessins d'Antón Pizarro.
- Monarquía de España, Madrid, J.Ibarra, 1770-71, 3 tomes.
- El glorioso San Idefonso, arçobispo de Toledo, primado de las Españas, Tolède, Diego Rodríguez, 1618.
- Origen de las dignidades seglares de Castilla y Leon con relaçion summaria de los reyes de estos reynos : de sus actiones : casamientos : hijos : muertes : sepulturas de los que las han creado y tenido y de muchos Ricos Homes : Por el doctor Salazar de Mendoça, Tolède, Rodriguez de Valdivielso Diego, 1618 (lire en ligne). Réédité en 1998 par l'Université de Grenade.
- Crónica de la provincia de Castilla, Madrid, Cisneros, 1977.
- Chronica de el Cardenal Juan Tavera, Tolède, Pedro Rodríguez, 1603.
- Memorial de el hecho de los Gitanos...., Tolède ? 1618?
- Carta de Don Pedro Salazar de Mendoza a Diego Sarmiento de Acuña, 1612.
- Vida y sucesos prosperos y adversos de don fr. Bartolome de Carranza y Miranda, arzobispo de Toledo, Madrid, J.Doblado, 1788.